# H.J. de Wijs
Henri Johan de Wijs (Enschede, 26 november 1911 – Delft, 4 juni 1997) was een Nederlands mijnbouwkundig ingenieur, en hoogleraar economische geologie aan de Technische Hogeschool te Delft in de afdeling mijnbouwkunde van 1949 tot 1979. Van 1962 tot 1967 was hij hier tevens rector magnificus. Tevens was hij telg van het geslacht De Wijs.

## Levensloop
Na een succesvolle afsluiting van de hogereburgerschool in 1928, studeerde De Wijs mijnbouwkunde aan de Technische Hogeschool te Delft, waar hij in 1935 met lof afstudeerde. Na zijn afstuderen werkte hij in Zuid-Amerika in de mijnbouw. In 1949 werd hij aangesteld als hoogleraar delfstof- en aardkunde aan de afdeling der Mijnbouwkunde als opvolger van Jan Adolf Grutterink.
Van 1953 tot 1955 was voorzitter van de afdeling der Mijnbouwkunde, in het jaar 1955-1956 was hij voorzitter van de senaat, en van 1962 tot 1967 was hij rector magnificus van de hogeschool. In 1973 werd was hij korte tijd "wederom in die functie aangesteld, voornamelijk om orde te scheppen in de toen aan de universiteit heersende wantoestanden". Na zijn rectoraat werd De Wijs hoogleraar in de economische geologie als opvolger van W.F.C. Engelbert van Bevervoorde (1910-31 juli 1969).
In november 1950 is De Wijs benoemd tot erelid van de Mijnbouwkundige Vereeniging. De Wijs zijn eigen onderzoek lag op het gebied van de "toepassing van de statistiek op de verdeling van de elementen in gesteenten en ertsen".

## Werk

### Economische geologie
Het vakgebied der economische geologie is, volgens De Wijs (1979), eind 19e eeuw tot een zelfstandig vakgebied ontwikkeld. Sinds 1905 verschijnt het internationaal tijdschrift Economic Geology, en in 1913 schreef Waldemar Lindgren het standaardwerk Mineral Deposits. Economische geologie werd hierin door Lindgren gedefinieerd als "geologie toegepast op problemen uit de praktijk van de mijnindustrie".
Een ander fundament van het vakgebied werd gevormd door de publicatie in 1909 van The principles of Mining van Herbert Hoover, de latere president van de Verenigde Staten. Net als Lindgren besprak hij verschillende facetten van de economische geologie:
- de classificatie van ertsafzettingen
- de ondernemingsrisico's van verschillende mijnbouwkundige activiteiten, en
- rekenvoorschriften ter bepaling van ertsreserves

In beide werken zijn hieromtrent eigen benaderingen gepresenteerd. Bij de beoefenaars van het vak zelf zijn de meningen verdeeld over de verdere invulling en betekenis.

## Publicaties, een selectie
- Gesteentekunde in dienst van de mijnbouw, Rede uitgesproken bij de aanvaarding van het ambt van gewoon hoogleraar. Delftsche Uitgevers Maatschappij, 1949.
- Van kosmogonie tot metaalprijs, rede ter gelegenheid van de honderdveertiende dies natalis der Technische Hogeschool uitgesproken door de Secretaris van de Senaat op 14 januari 1956.

Artikelen:
- "Statistische methodes toegepast op de schatting van ertsreserven", Jaarboek der Mijnbouwkundige Vereniging te Delft 1948 (1947): 53-80.
- "Statistics of ore distribution", Geologie en Mijnbouw 13 (1951): 365-375.
- "Statistics of ore distribution", Journal of Royal Netherlands Geology and Mining Society (1953).
- "A dive into the history of the Royal Geological and Mining Society of the Netherlands", Geologie en Mijnbouw, 41, (1962), 143-146.